# Toui céleste
Forpus coelestis
Espèce
Statut de conservation UICN

 LC  : Préoccupation mineure
Statut CITES
Le Toui céleste (Forpus coelestis) est une espèce d'oiseaux appartenant à la famille des Psittacidae.

## Appellations
Le toui céleste possède diverses appellations locales. En Amérique, le nom approprié serait « perroquet forpus » du fait que c’est le plus petit perroquet du monde. En Europe, bien que cette espèce ne fasse pas partie des perruches, le nom utilisé serait « perruche moineau », et le nom le plus global, le plus commun, serait « toui céleste ».

## Description
Le toui céleste (Forpus coelestis) présente un plumage vert, tout comme le toui été (Forpus passerinus), mais il existe d'autres mutations artificielles, notamment le jaune américain et le bleu turquoise.
Cet oiseau présente un dimorphisme sexuel assez évident : le mâle possède une coloration bleue au niveau des rémiges et du croupion et formant une ligne en arrière des yeux.
Cet oiseau mesure 12 à 13 cm.

## Répartition
Cet oiseau vit en Équateur et au Pérou.

## Habitat
Cette espèce fréquente les zones boisées et sèches ainsi que les forêts secondaires. 

## Nidification
La femelle pond entre 4 et 8 œufs qu'elle couve pendant 18 à 20 jours. Les jeunes quittent le nid vers l'âge de 30 jours. Le père aide la mère au nourrissage des oisillons. Les jeunes atteindront la maturité sexuelle à l'âge de 1 an. S'ils s'accouplent trop tôt, la femelle risque de mourir d'épuisement. 

## Longévité
Cette espèce peut vivre entre 10 et 15 ans en captivité.

## Élevage

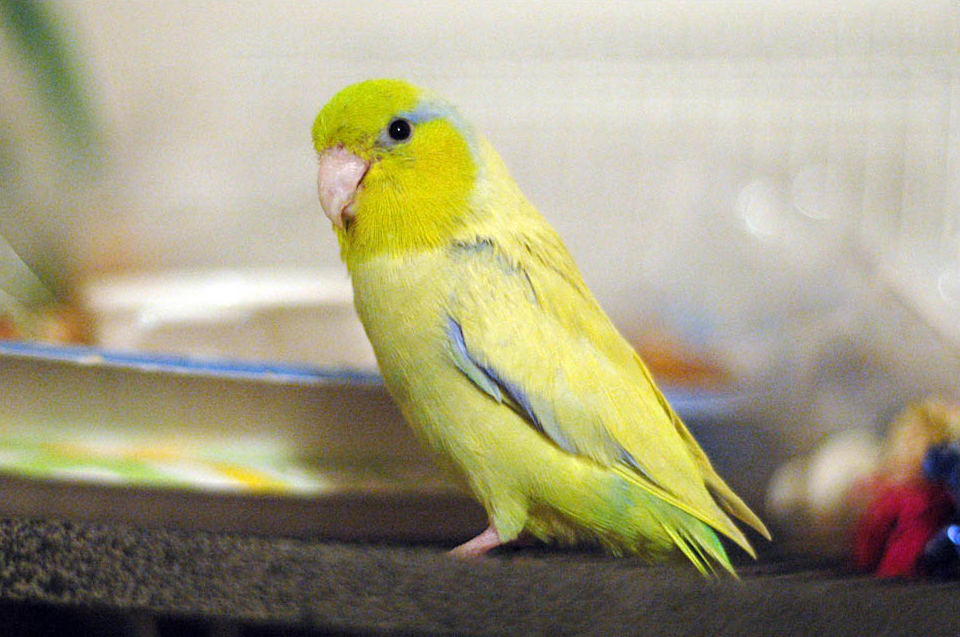
Variante jaune.

Ce sont des oiseaux très intelligents qui peuvent dire quelques mots et couvrir leur propriétaire d'une grande affection, mais ils sont aussi très territoriaux. Ce sont des animaux qui vivent en groupe ; en captivité, il vaut mieux prendre un couple, ou alors être avec eux le plus souvent possible pour qu'ils ne se sentent pas seuls. Les toui céleste sont peu bruyants, aussi bien à l'intérieur qu'à l'extérieur. Même s'ils sont petits, ils ont besoin de voler, il faudra prévoir une cage assez grande.